# Laura Formenti
Laura Formenti (Pavia, 3 aprile 1980) è un'attrice e comica italiana.

## Biografia
Nasce a Pavia da padre italiano e madre di origine tedesca, figlia del linguista italiano Piero Meriggi. Seconda di quattro figli, trascorre l’infanzia e l’adolescenza a San Martino Siccomario e frequenta il Liceo Classico Ugo Foscolo di Pavia. Successivamente, si iscrive al corso di laurea in Psicologia Clinica presso l’Università Bicocca di Milano dove, pur avendo sostenuto tutti gli esami, decide di non discutere la tesi finale. Nel 2003 si diploma alla Scuola del Teatro Arsenale di Milano e, pochi anni dopo, alla scuola di drammaturgia del Teatro Fraschini di Pavia.
Nei primi anni di carriera collabora con realtà di teatro per ragazzi e teatro di strada. Nel 2005 inizia il sodalizio artistico con la collega Fiona Dovo che le porterà, nel 2011, a esibirsisul palco del programma televisivo Colorado e, successivamente, a collaborare con Comedy Central in due edizioni dello show Copernico. Parallelamente si avvicina alla performance art, lavorando con la compagnia Corona Eventspartecipa come artista sui trampoli e performer a eventi sia in Italia, fra cui l'inaugurazione del Carnevale di Venezia nel 2014, sia all'estero, come a Taiwan, in Russia, in Romania, in Svizzera, in Francia, in Qatar e a Macao.
Nel 2015 inizia a scrivere i suoi primi monologhi di stand-up comedy. Seguono spettacoli come Sono una bionda non sono una santa (2016), Per puro caos (2018), Brava (per essere un pugile) (2021), Tranquilli poi vi spiego (2022) e Drama Queen (2023). Nel 2016 è nel cast di Natural Born Comedians e, negli anni successivi, prende parte ad alcuni programmi di Comedy Central come Stand Up Comedy e CCN 3. Nel 2017 viene scelta per un ruolo minore nella serie Alex & Co. su Disney Channel.
Nel 2021 partecipa come concorrente all'undicesima edizione del talent show Italia’s Got Talent, posizionandosi con il suo monologo Io se fossi uomo fra i finalisti. Nel 2022 è ospite come monologhista del format Giudizi Universali de Le Iene e, nello stesso periodo, entra nel cast del progetto teatrale di Serena Dandini Vieni Avanti Cretina! e Vieni Avanti Cretina. Next! Nel 2023 lancia il podcast Humor Nero.

## Teatro
- Circus of the America Bread and Puppet Theater (2006) - attrice
- Niente panico Arturo Compagnia Mohole; Festival Internazionale dell’Amicizia di Gorazde, Bosnia (2007) - attrice
- Baby Compagnia degli Equilibristi; Vincitore della Theater Competition (2007), Teatro Olmetto (Milano), Teatro Alfredvore (Praga) (2007/2008)
- La brigata della straccia e le novelle del Boccaccio Teatro delle Formiche (2008/2011) - attrice
- Working Class Zero Compagnia degli Equilibristi (2008/2011) - attrice
- Metashoastasi e Chorea Mohole Teatro (2009/2011) - attrice
- Sognando Shakespeare Teatro delle Formiche (2010/2013) - attrice
- Se mi guardi esisto Ariel et Furie (2011/2013) - attrice
- Iris unprintable Teatro 39 stelle (2012) - attrice
- Shakespeare Blitz Ratatok Teatro (2013) - attrice
- 360 gradi di rabbia Intimo Teatro Internazionale; Tournèe in Italia, Bosnia e Sarajevo Winter Festival (2014) - attrice
- Sono una bionda non sono una santa (2016) - autrice e attrice
- Volevo solo cambiare il mondo di Giuseppe Della Misericordia, regia di Vittorio Pavoncello, riprese di Duccio Barlucchi (2017) - attrice
- Per puro caos (2018) - autrice e attrice
- Brava (per essere un pugile) (2021) - autrice e attrice
- Tranquilli poi vi spiego (2022) - autrice e attrice
- Vieni avanti cretina di e con Serena Dandini (2022) - autrice e attrice
- Vieni avanti cretina. Next! di e con Serena Dandini (2023) - autrice e attrice
- Drama Queen (2023) - autrice e attrice

## Televisione e streaming
- Colorado su Italia 1 (2011) - comica
- Domenica Cinque su Canale 5 (2011) - comica guest
- Copernico su Comedy Central (2012/2013) - comica
- Natural Born Comedians su Comedy Central (2016) - comica
- Alex & Co. su Disney Channel (2017) - attrice
- Fish and Clips su Comedy Central (2017) - attrice guest
- Trend su La5 (2020) - stand up comedian
- Italia’s Got Talent undicesima edizione (2021) - finalista
- CCN 3 su Comedy Central (2021) - attrice
- Special Netflix di Michela Giraud (2021) - opener
- Le Iene su Italia 1 (2022) - stand up comedian guest
- Stand Up Comedy su Comedy Central (2018/2023) - stand up comedian

## Podcast
- Audible Comedy Live per Audible (2019) - comica
- Humor Nero (2023) - ideatrice, autrice, producer[2]

## Web
- IdentiTik per Comedy Central (2018)
- Black Cookie Webserie per Rolling Stone (2018)
- Hacked sitcom per Sisal; Produzione The Van (2020)
- Comedy Rehab per Comedy Central (2022) - comica

## Testimonial
- L’Academy di Crodino Crodino (2021)
- Food Facts Fondazione Barilla (2022)
- The Impossible Pill Medici del Mondo (2023)